# Interessengemeinschaft Mittelrheinischer Karneval
Die Interessengemeinschaft Mittelrheinischer Karneval (IGMK)  ist ein Zusammenschluss von nahezu 600 Mitgliedsvereinen, aus Garden und Fastnachts-Vereinen, in großen Teilen der beiden Bundesländer Hessen und Rheinland-Pfalz. Die IGMK, deren Sitz die Fastnachtsmetropole Mainz ist, stellt den mitgliederstärksten Regionalverband im Bund Deutscher Karneval (BDK) und gliedert sich in elf Bezirke denen Bezirksvorsitzende vorstehen.
Diese gliedern sich wie folgt:
| Bezirk Nr.  | Gebiet                 |
| ----------- | ---------------------- |
| Bezirk I    | Mainz/Rheinhessen      |
| Bezirk II   | Frankfurt am Main      |
| Bezirk III  | Darmstadt-Bergstraße   |
| Bezirk IV   | Main-Kinzig            |
| Bezirk V    | Mittelrhein/Nahe       |
| Bezirk VI   | Main-Taunus            |
| Bezirk VII  | Oberhessen             |
| Bezirk VIII | Wiesbaden/Rheingau     |
| Bezirk IX   | Vogelsberg -Wetterau   |
| Bezirk X    | Worms-Rheinhessen      |
| Bezirk XI   | Offenbach – Groß Gerau |

Sie sieht sich als Dienstleiter ihren Mitgliedsvereinen gegenüber und kann in allen Fragen rund um den Verein beratend tätig sein.
Geführt wird der Verband durch das geschäftsführende Präsidium. Ihm stehen Sonderbeauftragte zur Seite.

## Nachweise
1. ↑  IGMK – Präsidium – IGMK